# Wieża telewizyjna w Dżuddzie
Wieża telewizyjna w Dżuddzie (arab. ‏برج تلفيزون جدة‎) – wieża telewizyjna w Dżuddzie, w Arabii Saudyjskiej, o wysokości 250 m. Wieża została otwarta w 2007.